# 9032 Tanakami
A 9032 Tanakami (ideiglenes jelöléssel 1989 WK4) a Naprendszer kisbolygóövében található aszteroida. Tsutomu Seki fedezte fel 1989. november 23-án.